# ام‌وی ژوپیتر (۱۹۷۴)
ام‌وی ژوپیتر (۱۹۷۴) (به انگلیسی: MV Jupiter (1974)) یک کشتی بود که طول آن ۶۶٫۴۵ متر (۲۱۸ فوت) بود. این کشتی در سال ۱۹۷۳ ساخته شد.